# The Hero
The Hero é um curta-metragem mudo norte-americano de 1917, dirigido por Arvid E. Gillstrom, produzido por Louis Burstein e estrelado por Oliver Hardy.

## Elenco
- Billy West - O herói
- Oliver Hardy - Rival do herói (as Babe Hardy)
- Ethel Marie Burton - (como Ethel Burton)
- Leo White
- Bud Ross - O mordomo (as Budd Ross)
- Polly Bailey - A mãe (como Polly Van)
- Florence McLaughlin - Uma donzela tímida (como Florence McLoughlin)
- Frank Lansler
- Ben Ross - Proprietário
- Joe Cohen
- Frank Bates - Barman